# Wildervank
Wildervank is een dorp in de Nederlandse provincie Groningen. Wildervank was tot 1969 een zelfstandige gemeente. Tegenwoordig valt het dorp onder de gemeente Veendam. Het buitengebied en het bebouwde lint langs het stadskanaal van de voormalige gemeente hoort nu tot de gemeente Stadskanaal. De bebouwing van Wildervank en die van Veendam lopen in elkaar over. Het dorp dankt zijn naam aan Adriaen Geerts Paep (1605-1661), een vervener, zaakwaarnemer en grootgrondbezitter die omstreeks 1649 de naam Wildervanck had aangenomen. Het aantal inwoners per 1 januari 2023 was 5.505 (bron: CBS).

## Geschiedenis
Wildervank (toen Wildervanck) is een veenkolonie uit de 17e eeuw. Het is een lintdorp in noordoost-zuidwestelijke richting. De as wordt gevormd door twee evenwijdig lopende kanalen: het Ooster- en het Westerdiep. Wildervank is een van de weinige veenkoloniën waar dit dubbele kanalenstelsel behouden is gebleven.
In de negentiende eeuw beleefde Wildervanck een bloeiperiode. Daarin speelde de veenkoloniale scheepvaart een belangrijke rol. Tevens vestigden zich aan het eind van de negentiende eeuw enige industrieën, bijvoorbeeld strokarton- en aardappelmeelfabrieken.
Op 17 augustus 1880 kreeg Wildervank via een paardentramlijn van de Eerste Groninger Tramway-Maatschappij een verbinding met Veendam en naar het station Zuidbroek aan de spoorlijn naar de stad Groningen. Deze tramlijn werd later uitgebreid naar Stadskanaal en Ter Apel en floreerde totdat in 1910 de NOLS de spoorlijn Stadskanaal - Zuidbroek opende, waaraan ook Wildervank een station kreeg. Deze spoorlijn, inmiddels NS-eigendom, werd definitief voor het personenvervoer gesloten in 1953 en voor het goederenvervoer in 1990. Het stationsgebouw was toen al verdwenen. In 1993 werd de lijn een toeristische spoorweg van de Stichting Stadskanaal Rail (STAR), waarvan de treinen ook in Wildervank stoppen. Er bestaan concrete plannen om het baanvak tussen de stations Veendam en Stadskanaal in december 2024 weer open te stellen voor regulier reizigersvervoer, maar in maart 2019 werd besloten dat de treinen Wildervank voorbij zullen rijden.

## Foto's

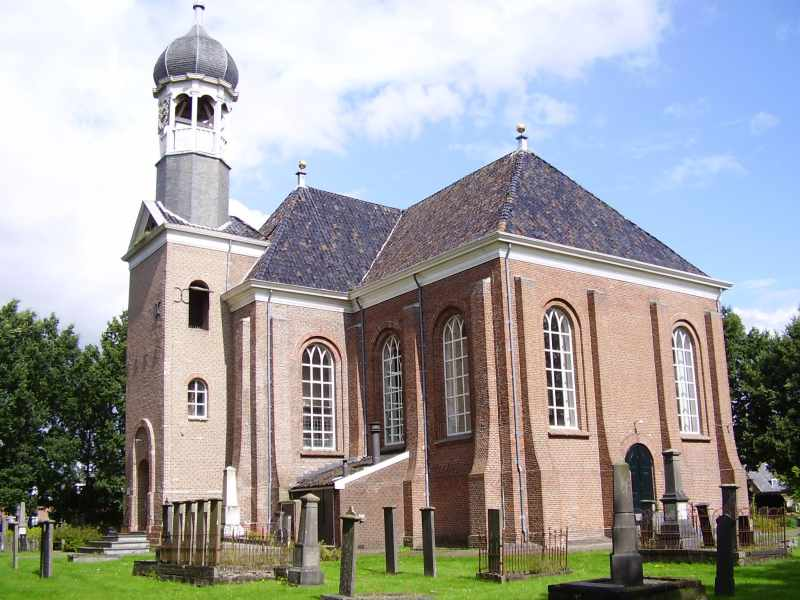
Hervormde Margaretha Hardenbergkerk
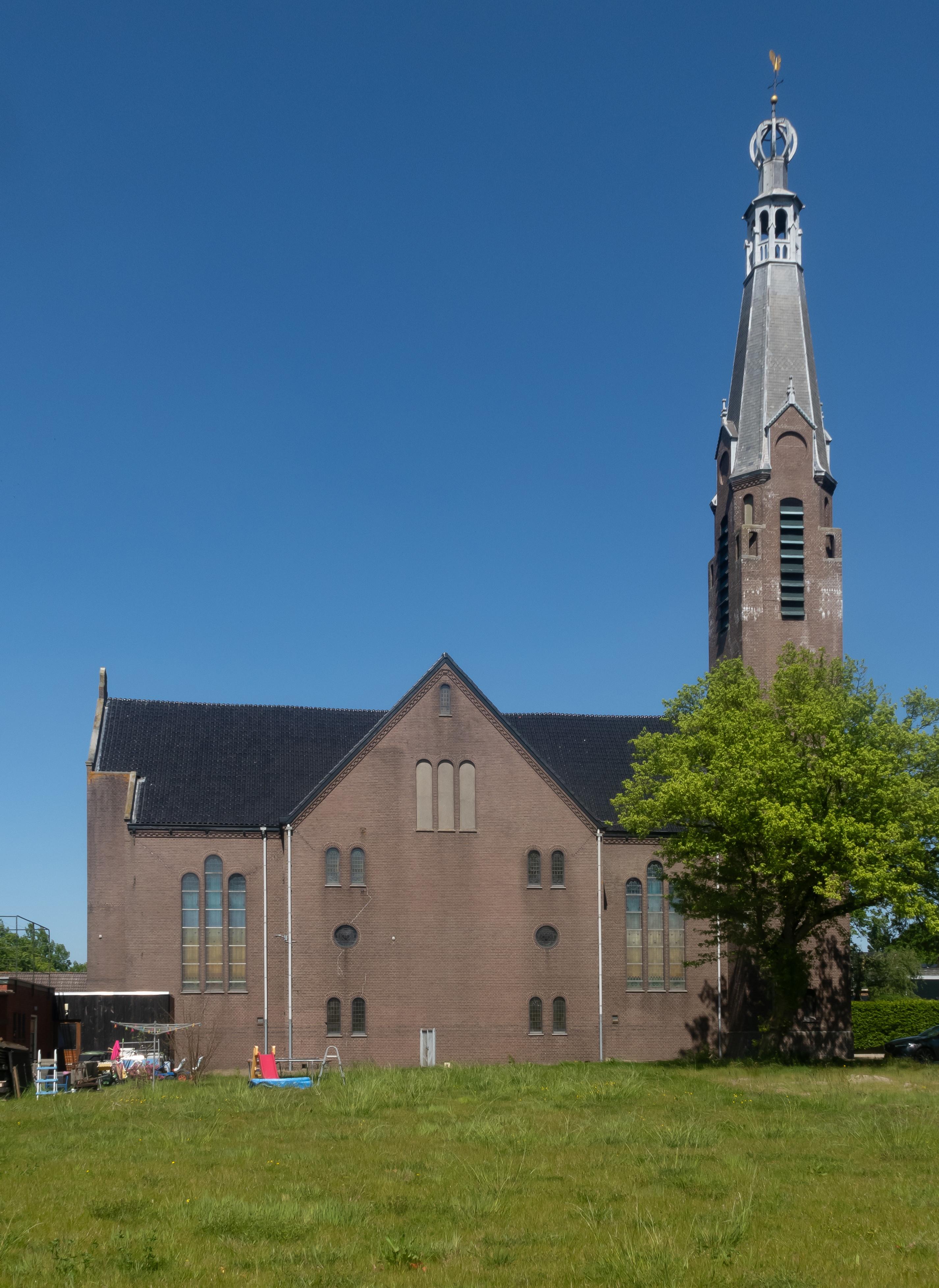
Gereformeerde kerk

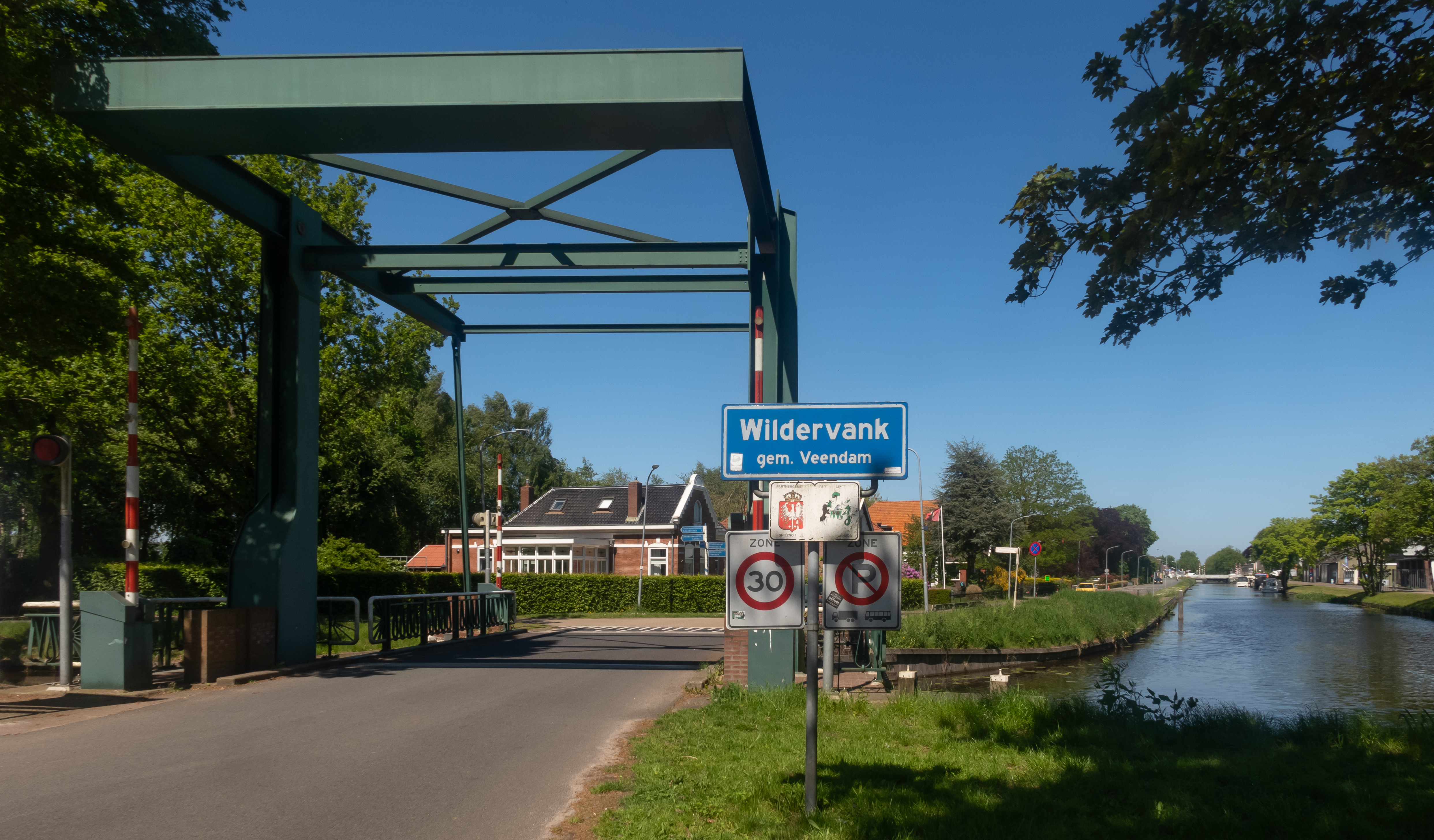
Ophaalbrug de Scheepsjoagersbrug
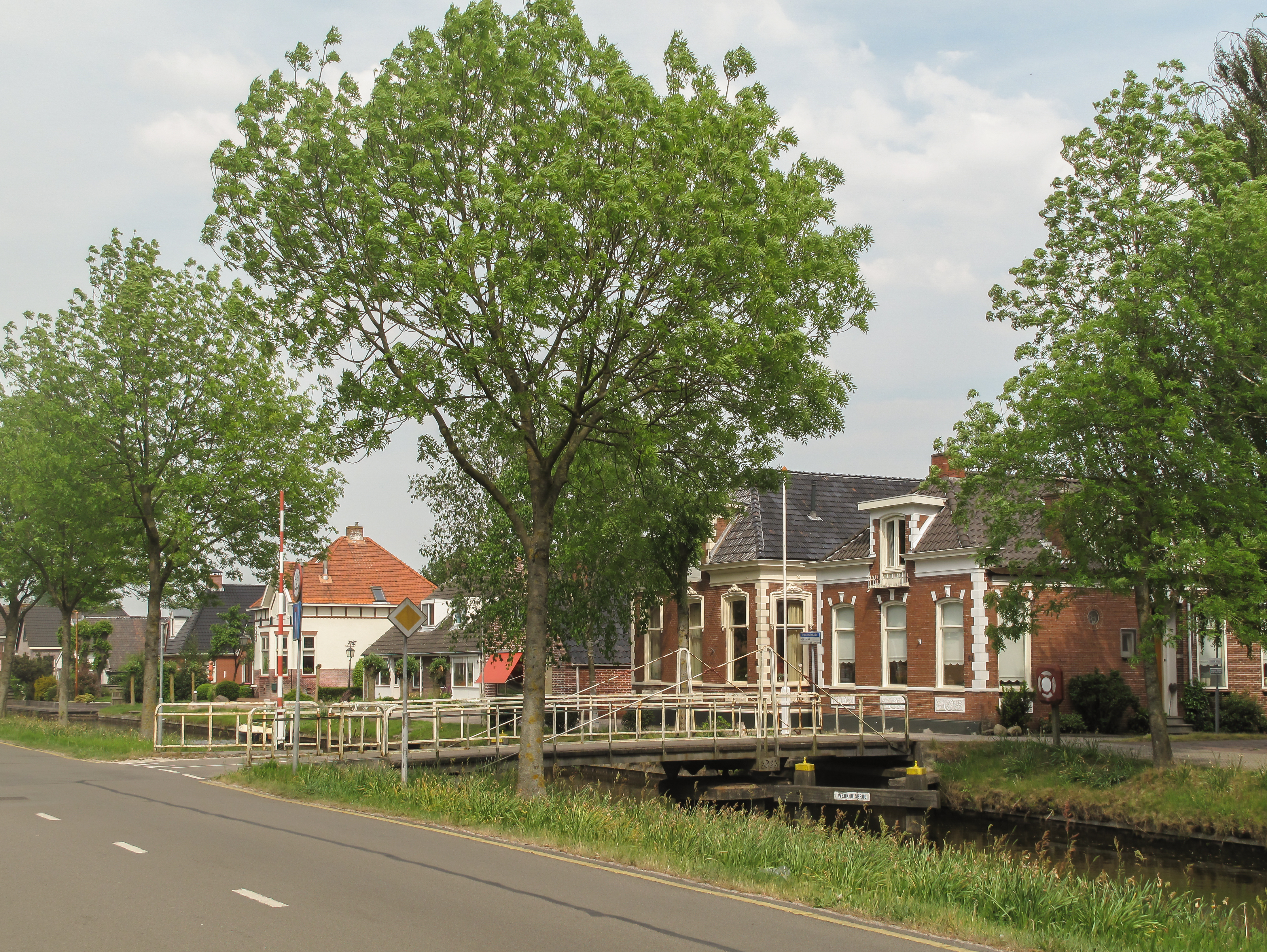
Werkhuisbrug
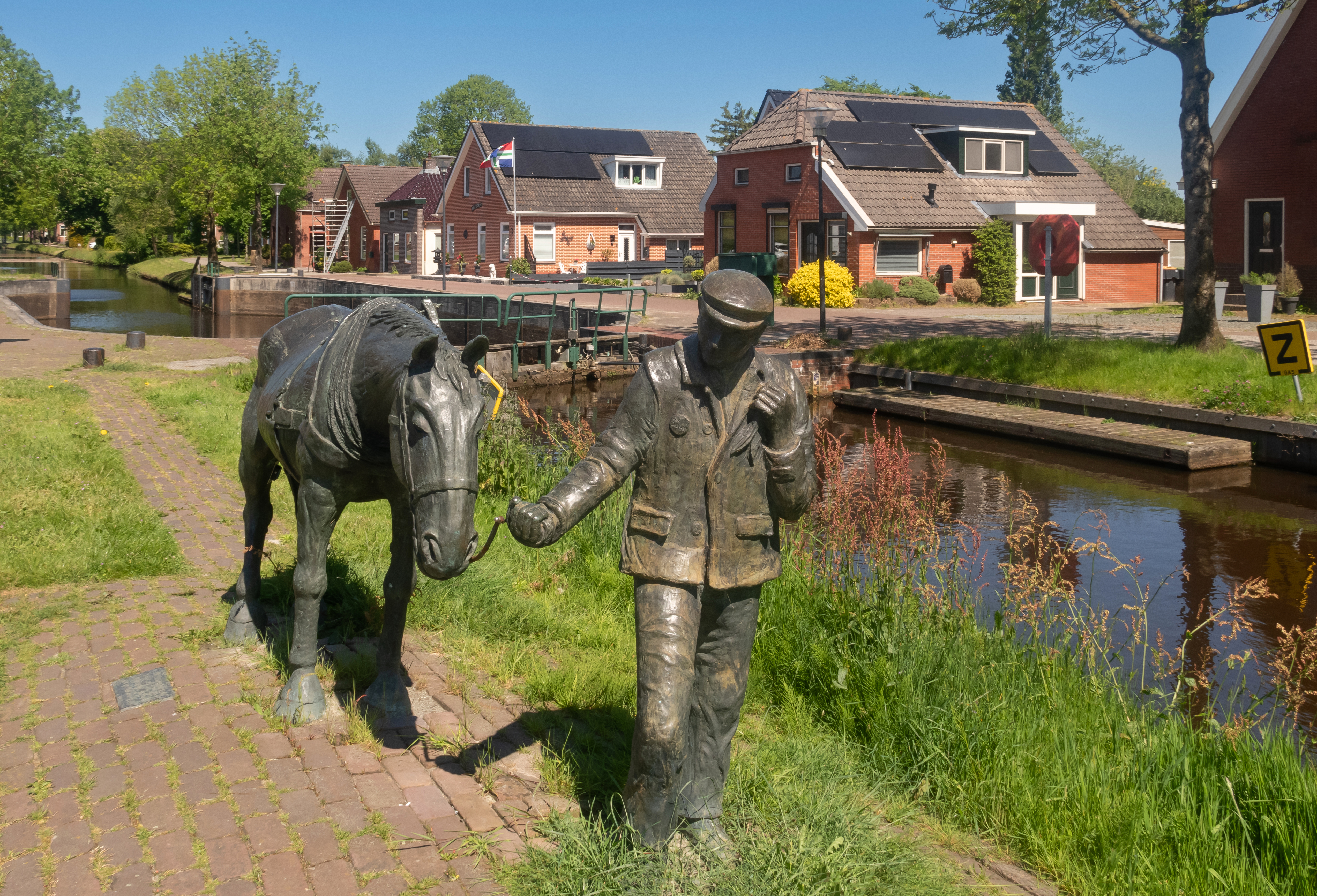
Sculptuur de Scheepsjager

## Bijzonderheden
- De Nederlands-hervormde Margaretha Hardenbergkerk, genoemd naar de echtgenote van de naamgever van het dorp Adriaan Geerts Wildervank, werd in 1687 gebouwd en ingrijpend verbouwd in 1777. Hier is tevens het graf van het echtpaar Wildervanck te vinden in een eigen grafkelder naast de kansel. In de kerk staat het eerste en grootste orgel van de Veendammer orgelbouwer Roelf Meijer (1867).
- De Lutherse kerk van Wildervank stamt uit 1700 met een uitbreiding uit 1760. De toren en de witte bepleistering werden in 1911 toegevoegd. Door ingrijpende verbouwingen van het exterieur in 1928 en het interieur omstreeks 1970 is het karakter van het kerkgebouw sterk veranderd. In 2017 werd een onderzoek aangekondigd naar mogelijke restauratie en herbestemming van de kerk.[5]
- De gereformeerde kerk van Wildervank, ontworpen door architect Tjeerd Kuipers, stamt uit 1911 en heeft een tweeklaviers orgel van de Duitse orgelbouwersfirma E.F. Walcker & Cie (1913).
- Bij een brand in het logement van Klaas Adriaans Veenhoven in de nacht van 25 december 1838 is een deel van het gemeentearchief in vlammen opgegaan. Het lokaal van het gemeentebestuur was in dat logement gevestigd. De huwelijksakten van 1838 zijn door de vlammen aangetast en gedeeltelijk onleesbaar.[6] Bij Koninklijk Besluit van 19 november 1839 werd bepaald dat het ontbrekende huwelijksregister weer moest worden aangevuld. Daarvoor moesten de 48 bruidsparen van 1838 voor de Arrondissementsrechtbank van Winschoten aantonen dat ze in dat jaar getrouwd waren. De vonnissen werden vervolgens op 31 december 1840 ingeschreven in het huwelijksregister.[7]
- Langs het Oosterdiep staat een aantal herenhuizen uit de negentiende eeuw.
- Bekende sportverenigingen in Wildervank zijn de handbalvereniging Aeolus (tot begin deze eeuw ruim 35 jaar een van de grootste en stabielste clubs in Noord-Nederland)[bron?], de Noord Nederlandse Zweefvlieg Club en voetbalvereniging VV Wildervank.
- Voor het volgen van middelbaar onderwijs zijn leerlingen uit Wildervank voornamelijk aangewezen op scholen in Veendam of Stadskanaal.

## Geboren
- Nanno Boiten (1884-1943), architect
- Cornelis Jacobus Brill (1853-1929), architect
- Daan Everts (1941), Nederlands diplomaat
- Jan Kremer (1924-2009), arts
- Pé Langen (1953), politicus en ondernemer
- Gerrit Mik (1922-1991), (jeugd)psychiater, hoogleraar en lid van de Tweede Kamer
- Synco Reijnders (1863-1936), burgemeester
- Egbert Uniken (1792-1867), grootgrondbezitter en vervener
- Jan Uniken (1783-1859), grootgrondbezitter en vervener
- Herman Venema (1697-1787), hoogleraar theologie